# Condado de Oceana
El condado de Oceana (en inglés: Oceana County), fundado en 1840, es un condado del estado estadounidense de Míchigan. En el año 2000 tenía una población de 26.873 habitantes con una densidad de población de 19 personas por km². La sede del condado es Hart.

## Geografía
Según la oficina del censo el condado tiene una superficie total de 3385 km² (1306,9 mi²), de los que 1401 km² (540,9 mi²) son tierra y 1984 km² (766 mi²) (58,64%) son agua. 

### Condados adyacentes
- Condado de Mason - norte
- Condado de Muskegon - sur
- Condado de Newaygo - este
- Condado de Ozaukee - suroeste
- Condado de Sheboygan - oeste

### Principales carreteras y autopistas
- US-31
- Carretera estatal 20
- Carretera estatal 120
- B-15

### Espacios protegidos
En este condado se encuentra parte del bosque nacional de Manistee.

## Demografía
Según el censo del 2000 la renta per cápita media de los habitantes del condado era de 35.307 dólares y el ingreso medio de una familia era de 40.602 dólares. En el año 2000 los hombres tenían unos ingresos anuales 31.834 dólares frente a los 22.236 dólares que percibían las mujeres. El ingreso por habitante era de 15.878 dólares y alrededor de un 14,70% de la población estaba bajo el umbral de pobreza nacional.

## Lugares

### Ciudades
- Hart

### Villas
- Hesperia (de modo parcial)
- New Era
- Pentwater
- Rothbury
- Shelby
- Walkerville

### Comunidades no incorporadas
- Crystal Valley
- Mears
- Stony Lake

### Municipios
| - Municipio de Benona - Municipio de Claybanks - Municipio de Colfax - Municipio de Crystal | - Municipio de Elbridge - Municipio de Ferry - Municipio de Golden - Municipio de Grant | - Municipio de Greenwood - Municipio de Hart - Municipio de Leavitt - Municipio de Newfield | - Municipio de Otto - Municipio de Pentwater - Municipio de Shelby - Municipio de Weare |